# AAA-Saison 1940
Die AAA-Saison 1940 war die 23. Meisterschaftssaison im US-amerikanischen Formelsport. Sie begann am 30. Mai mit dem Indianapolis 500 und endete am 2. September in Syracuse. Rex Mays sicherte sich den Titel.

## Rennergebnisse
| Nr. | Datum         | Veranstaltung (Rennstrecke)                                          | Meilen | Sieger      | Siegerteam       |
| --- | ------------- | -------------------------------------------------------------------- | ------ | ----------- | ---------------- |
| 1   | 30. Mai       | International 500 Mile Sweepstakes (Indianapolis Motor Speedway) (O) | 500    | Wilbur Shaw | Maserati         |
| 2   | 24. August    | Springfield 100 (Illinois State Fairgrounds) (UO)                    | 100    | Rex Mays    | Stevens-Winfield |
| 3   | 02. September | Syracuse 100 (New York State Fairgrounds) (UO)                       | 100    | Rex Mays    | Stevens-Winfield |

- Erklärung: O: Oval, UO: unbefestigtes Oval

## Fahrer-Meisterschaft (Top 10)
| 1. | Rex Mays    | 1225 |
| 2. | Wilbur Shaw | 1000 |
| 3. | Mauri Rose  | 675  |
| 4. | Ted Horn    | 625  |
| 5. | Joel Thorne | 450  |

| 6. | Bob Swanson   | 375 |
| 7. | Frank Wearne  | 325 |
| 8. | Frank Brisko  | 280 |
| 9. | George Robson | 275 |
| 9. | Mel Hansen    | 275 |